# Brad Garrett
Brad Garrett, właśc. Bradley Harold Gerstenfeld (ur. 14 kwietnia 1960 w Los Angeles) – amerykański komik, aktor dubbingowy, telewizyjny, teatralny i filmowy, producent filmowy, scenarzysta. Najbardziej znany z serialu Wszyscy kochają Raymonda.

## Życiorys

### Młodość
Urodził się i wychowywał się w Woodland Hills w Kalifornii jako najmłodszy z trzech synów Barbary (z domu Colton) i Alberta „Ala” Gerstenfelda, specjalisty aparatu słuchowego, który pracował w geriatrii. Mimo że jest on Żydem, świętował zarówno chrześcijańskie Boże Narodzenie, jak i judaistyczne Chanuka. Uczęszczał do Hale Jr. High School. W 1978 roku ukończył El Camino Real High School w Woodland Hills. Przez około 6 tygodni studiował na University of California, Los Angeles, zanim porzucił studia i rozpoczął swoją karierę komediową.

### Kariera
Występował w różnych klubach improwizacji w Los Angeles, w tym The Improv w Hollywood i The Ice House w Pasadenie. W 1984 roku dostał pierwszą nagrodę Grand Champion w wysokości 100 tys. dolarów w programie Star Search w kategorii komedia. W wieku 23 lat po raz pierwszy trafił do programu The Tonight Show Starring Johnny Carson, co uczyniło go jednym z najmłodszych komików w historii, którzy występowali w tym serialu. Później pojawił się jako support dla takich sław jak Diana Ross i Liza Minnelli. Otworzył również w Las Vegas występy Franka Sinatry, Davida Copperfielda, Smokeya Robinsona, Sammy’ego Davisa Jr., The Beach Boys, The Righteous Brothers i Julio Iglesiasa.
W latach 1985–1986 użyczył głos postaci Hulka Hogana w serialu animowanym Zapasy z Hulkiem Hoganem (Rock 'n' Wrestling). Kreacja Roberta Barone, brata głównego bohatera (Ray Romano) w sitcomie CBS Wszyscy kochają Raymonda przyniosła mu trzy nagrody Primetime Emmy (2002, 2003, 2005). W sitcomie Fox Dopóki śmierć nas nie rozłączy (2006–2010) grał Eddiego Starka, nauczyciela historii szkoły średniej.
W 2002 roku wystąpił na scenie w broadwayowskiej produkcji Chicago jako Amos Hart, a w latach 2005–2006 grał Murraya i Oscara Madisona w broadwayowskiej komedii Dziwna para (The Odd Couple).

## Życie prywatne
18 maja 1999 ożenił się z Jill Diven. Ma syna Maxwella Bradleya (ur. 14 października 1998) i córkę Hope Violet (ur. w styczniu 2000). 2 listopada 2007 małżeństwo się rozwiodło. Ma on dwóch starszych braci – Jeffa i Paula. Garrett mierzy 204 cm wzrostu.

## Filmografia
| filmy fabularne | filmy fabularne                                                                    | filmy fabularne                    | filmy fabularne    | filmy fabularne |
| Rok             | Tytuł                                                                              | Rola                               | Reżyser            |                 |
| --------------- | ---------------------------------------------------------------------------------- | ---------------------------------- | ------------------ | --------------- |
| 1997            | George B.                                                                          | ochroniarz                         | Eric Lea           |                 |
| 1997            | Pokerowa zagrywka (Suicide Kings)                                                  | Jeckyll                            | Peter O’Fallon     |                 |
| 1997            | Don King – król boksu (Don King: Only in America, TV)                              | zabójca                            | John Herzfeld      |                 |
| 1997            | Sea World and Busch Gardens Adventures: Alien Vacation!                            | Robert                             | Morris Abraham     |                 |
| 1998            | Postal Worker                                                                      | Oren Starks                        | Jeffrey F. Jackson |                 |
| 1999            | Facade                                                                             | Henry                              | Carl Colpaert      |                 |
| 1999            | Słodki drań (Sweet and Lowdown)                                                    | Joe Bedloe                         | Woody Allen        |                 |
| 2001            | Klubowicze (Club Land, TV)                                                         | Lou Montana                        | Saul Rubinek       |                 |
| 2001            | Bleacher Bums (TV)                                                                 | Marvin                             | Saul Rubinek       |                 |
| 2002            | Gleason (TV)                                                                       | Jackie Gleason                     | Howard Deutch      |                 |
| 2002            | Stuart Malutki 2                                                                   | hydraulik                          | Rob Minkoff        |                 |
| 2005            | Pacyfikator (The Pacifier)                                                         | trener                             | Adam Shankman      |                 |
| 2005            | Amatorski projekt (The Moguls)                                                     | Wally                              | Michael Traeger    |                 |
| 2007            | Prosto w serce (Music and Lyrics)                                                  | Chris Riley                        | Marc Lawrence      |                 |
| 2012            | Not Fade Away                                                                      | Jerry Ragovoy                      | David Chase        |                 |
| 2013            | Niewiarygodny Burt Wonderstone (The Incredible Burt Wonderstone)                   | Dom                                | Don Scardino       |                 |
| seriale TV      |                                                                                    |                                    |                    |                 |
| Rok             | Tytuł                                                                              | Rola                               |                    |                 |
| 1988            | First Impressions                                                                  | Frank Dutton                       |                    |                 |
| 1991            | Roseanne                                                                           | Doug                               |                    |                 |
| 1994            | Bajer z Bel-Air (The Fresh Prince of Bel-Air)                                      | John 'Fingers' O’Neill             |                    |                 |
| 1995            | W pogoni za szczęściem (The Pursuit of Happiness)                                  | Alex Chosek                        |                    |                 |
| 1996            | Nowe przygody Supermana (Lois & Clark: New Adventures of Superman)                 | Wielebny Bob                       |                    |                 |
| 1996            | Szaleję za tobą (Mad About You)                                                    | pielęgniarz                        |                    |                 |
| 1996            | Kroniki Seinfelda (Seinfeld)                                                       | Tony                               |                    |                 |
| 1996–2005       | Wszyscy kochają Raymonda (Everybody Loves Raymond)                                 | Robert Barone                      |                    |                 |
| 1997            | Nightmare Ned                                                                      | tata                               |                    |                 |
| 1998            | Murphy Brown                                                                       | kapitan drużyny SWAT               |                    |                 |
| 1998            | Diabli nadali (The King of Queens)                                                 | Robert Barone                      |                    |                 |
| 1998            | Howard Stern on Demand                                                             |                                    |                    |                 |
| 2006–2010       | Dopóki śmierć nas nie rozłączy (’Til Death)                                        | Eddie Stark                        |                    |                 |
| 2008            | Detektyw Monk (Monk)                                                               | Jim Spellman                       |                    |                 |
| 2010            | Glory Daze                                                                         | Jerry Harrington                   |                    |                 |
| 2010            | How to Live with Your Parents (For the Rest of Your Life)                          | Max Green                          |                    |                 |
| 2010            | Przereklamowani (The Crazy Ones)                                                   | Gordon Lewis                       |                    |                 |
| 2015            | Manhattan                                                                          | Eli Isaacs                         |                    |                 |
| 2016            | Prawo i porządek: sekcja specjalna (Law & Order: Special Victims Unit)             | Gary Munson                        |                    |                 |
| dubbing         |                                                                                    |                                    |                    |                 |
| Rok             | Tytuł                                                                              | Postać                             |                    |                 |
| 1985–1986       | Zapasy z Hulkiem Hoganem (Rock 'n' Wrestling)                                      | Hulk Hogan                         |                    |                 |
| 1986–1987       | Transformery (The Transformers)                                                    | Trypticon                          |                    |                 |
| 1989            | Podniebna poczta Kiki (Majo no takkyūbin)                                          | piekarz                            |                    |                 |
| 1990            | Jetsonowie (The Jetsons)                                                           | Bertie Furbelow                    |                    |                 |
| 1991            | Gdzie jest Wally? (Where’s Waldo?)                                                 | czarodziej Whitebeard              |                    |                 |
| 1992            | Szkarłatny pilot (Kurenai no Buta)                                                 | Mamma Aiuto Boss                   |                    |                 |
| 1992            | Goofy i inni (Goof Troop)                                                          | Big Boy Bandit                     |                    |                 |
| 1992–1996       | Kot Ik! (Eek! the Cat)                                                             | Thuggo/Reindeer/Roy                |                    |                 |
| 1993            | Szczenięce lata Toma i Jerry’ego (Tom and Jerry Kids Show)                         | różne                              |                    |                 |
| 1993            | Legenda księcia Valianta (The Legend of Prince Valiant)                            | Król Aaron Goth                    |                    |                 |
| 1993            | Mighty Max                                                                         | Spike                              |                    |                 |
| 1993            | Kowboje z Krowigrodu (Wild West C.O.W.-Boys of Moo Mesa)                           | różne                              |                    |                 |
| 1993            | Kochany urwis (Problem Child)                                                      | różne                              |                    |                 |
| 1993            | Szmergiel (Bonkers)                                                                | Fireball Frank / Wilk / Toon Louse |                    |                 |
| 1993            | Marsupilami                                                                        | Eduardo                            |                    |                 |
| 1993            | Hollyrock-a-Bye Baby (TV)                                                          | Big Rock                           |                    |                 |
| 1993–1995       | Dwa głupie psy (2 Stupid Dogs)                                                     | duży pies / pieśniarz Popcorn      |                    |                 |
| 1994            | Bajka o pluszowych misiach, które uratowały święta (The Bears Who Saved Christmas) | Czarny Bart                        |                    |                 |
| 1994            | Bobby’s World                                                                      | Anthony / ojciec Anthony’ego       |                    |                 |
| 1994            | Batman                                                                             | Goliath                            |                    |                 |
| 1995            | Wielki bałagan (What a Mess)                                                       | różne                              |                    |                 |
| 1995            | The Shnookums & Meat Funny Cartoon Show                                            | Super Water Buffalo / Wrongo       |                    |                 |
| 1995            | Co za kreskówka! (The What a Cartoon! Show)                                        | Harley                             |                    |                 |
| 1995            | Fantastyczna Czwórka (Fantastic Four)                                              | Hydro-Man                          |                    |                 |
| 1996            | Szklanką po łapkach (Spy Hard)                                                     | strażnik                           |                    |                 |
| 1996            | Superman: Ostatni syn Kryptonu (Superman: The Last Son of Krypton)                 | Bibbo                              |                    |                 |
| 1996            | Opowieści z krypty (Tales from the Crypt)                                          | Drinky/świnka                      |                    |                 |
| 1996            | Kleszcze (The Tick)                                                                | Jim Rage                           |                    |                 |
| 1996            | Kacza paczka (Quack Pack)                                                          | Beef Jerky                         |                    |                 |
| 1996            | Projekt Geeker (Project G.e.e.K.e.R.)                                              | Noah / kapitan Wormhole            |                    |                 |
| 1996–1997       | Potężne Kaczory (Mighty Ducks)                                                     | Grin                               |                    |                 |
| 1996–1999       | Superman (Superman: The Animated Series)                                           | Bibbo / Lobo / 'Neato' Coralli     |                    |                 |
| 1996–2003       | Laboratorium Dextera (Dexter’s Laboratory)                                         | Magmanamus/kierowca                |                    |                 |
| 1997            | Batman i Superman (The Batman Superman Movie: World’s Finest)                      | Bibbo                              |                    |                 |
| 1997            | 101 dalmatyńczyków (Disney’s 101 Dalmatians: The Series)                           | Buttons                            |                    |                 |
| 1998            | Pocahontas 2: Podróż do Nowego Świata (Pocahontas II: Journey to a New World)      | różne                              |                    |                 |
| 1998            | Szalony Jack, pirat (Mad Jack The Pirate)                                          | różne                              |                    |                 |
| 1998            | Dawno temu w trawie (A Bug’s Life)                                                 | Dim                                |                    |                 |
| 1998            | Toonsylvania                                                                       | Phil                               |                    |                 |
| 1998–1999       | Herkules (Hercules: The Animated Series)                                           | strażnik/Gegeneis                  |                    |                 |
| 1999            | Produkcje Myszki Miki (Mickey Mouse Works)                                         | Muncey                             |                    |                 |
| 2000            | Goofy w College’u (An Extremely Goofy Movie)                                       | Tank                               |                    |                 |
| 2000            | Buzz Astral z Gwiezdnej Bazy (Buzz Lightyear of Star Command)                      | Torque                             |                    |                 |
| 2001–2002       | Café Myszka (House of Mouse)                                                       | Muncey                             |                    |                 |
| 2002            | Ozzy i Drix (Ozzy and Drix)                                                        | Strepfinger                        |                    |                 |
| 2002            | Kim Kolwiek (Kim Possible)                                                         | Big Mike                           |                    |                 |
| 2003            | Gdzie jest Nemo? (Finding Nemo)                                                    | Bloat                              |                    |                 |
| 2003            | Liga Sprawiedliwych (Justice League)                                               | Lobo                               |                    |                 |
| 2004            | Garfield (Garfield: The Movie)                                                     | Luca                               |                    |                 |
| 2005            | Tom i Jerry: Misja na Marsa (Tom and Jerry Blast Off to Mars!)                     | komandor Bristle                   |                    |                 |
| 2005            | Tarzan 2: Początek legendy (Tarzan II: The Legend Begins)                          | Uto                                |                    |                 |
| 2006            | Asterix i wikingowie (Astérix et les Vikings)                                      | Obélix                             |                    |                 |
| 2006            | Noc w muzeum (Night at the Museum)                                                 | posąg z Wyspy Wielkanocnej         |                    |                 |
| 2006–2007       | Me, Eloise                                                                         | Diamond Jim Johnson                |                    |                 |
| 2007            | Ratatuj (Ratatouille)                                                              | Auguste Gusteau                    |                    |                 |
| 2007            | Christmas Is Here Again                                                            | Charlee                            |                    |                 |
| 2007            | Ultrapies (Underdog)                                                               | Riff Raff                          |                    |                 |
| 2008            | Unstable Fables: 3 Pigs & a Baby                                                   | Mason Pig                          |                    |                 |
| 2009            | Noc w muzeum 2 (Night at the Museum: Battle of the Smithsonian)                    | posąg z Wyspy Wielkanocnej         |                    |                 |
| 2010            | Agent specjalny Oso (Special Agent Oso)                                            | profesor Buffo                     |                    |                 |
| 2010            | Zaplątani (Tangled)                                                                | Hook Hand Thug                     |                    |                 |
| 2011            | Czerwony Kapturek 2. Pogromca zła (Hoodwinked 2: Hood Vs. Evil)                    | Olbrzym                            |                    |                 |
| 2012            | Delhi Safari                                                                       | Bagga                              |                    |                 |
| 2013            | Samoloty (Planes)                                                                  | Chug                               |                    |                 |
| 2014            | Noc w muzeum: Tajemnica grobowca (Night at the Museum: Secret of the Tomb)         | Posąg z Wyspy Wielkanocnej         |                    |                 |
| 2014            | Samoloty 2 (Planes: Fire & Rescue)                                                 | Chug                               |                    |                 |
| 2016            | Wojownicze żółwie ninja: Wyjście z cienia (Teenage Mutant Ninja Turtles 2)         | Krang                              |                    |                 |
| 2016            | Gdzie jest Dory? (Finding Dory)                                                    | Bloat                              |                    |                 |
| 2018            | Krzysiu, gdzie jesteś? (Christopher Robin)                                         | Kłapouchy                          |                    |                 |